# Waldemar Czarnecki (piłkarz)
Waldemar Czarnecki (ur. 19 stycznia 1969 w Białogardzie) – polski piłkarz, grający na pozycji pomocnika.
Reprezentował barwy takich klubów, jak: Gwardia Koszalin, Elana Toruń, Dyskobolia Grodzisk Wielkopolski, KP Konin, Pomorzanin Toruń, czy Polonia Bydgoszcz.
W polskiej ekstraklasie rozegrał w barwach Dyskobolii 20 meczów.
Od stycznia 2017 roku trener Dębu Barcin.